# Santa Carmem
Santa Carmem este un oraș în Mato Grosso (MT), Brazilia.